# 新入社員 (テレビドラマ)
新入社員～SUPER　ROOKIE（しんにゅうしゃいん 신입사원）は、2005年3月23日～5月26日に韓国MBCで放送された全20話のテレビドラマ。

## あらすじ
不況の影響で万年就職浪人のカン・ホが大企業「LKグループ社」の入社試験を受けるが、コンピューターのミスで0点の採点が満点の採点になってしまい、首席入社を果たしてしまう。その事実を隠そうとキム専務とク部長がいろいろと画策するが、逆にカン・ホは会社に貢献して数々の表彰を受けてしまう…。

## 登場人物
- カン・ホ: ムン・ジョンヒョク
- イ・ミオク[1]: ハン・ガイン
- イ・ボンサム: オ・ジホ
- ソ・ヒョナ: イ・ソヨン
- チュ・ソンテ: チョン・ジン
- カン・チョル: パク・チリョン

カン・ホの父
- コ・ヘジャ: パク・ヘスク

カン・ホの母
- カン・ミン: ソ・ドンウォン

カン・ホの弟
- ヤンマダム（ヤン・ヒギョン）
- クォンマダム（クォン・ギソン）
- キム・ギヨル専務（イ・ギヨル）
- ソン・ジェヒ理事（キム・イル）
- ク・ボンチョル部長（イ・ギヨン）
- ムン・ソンホ課長（キム・セジュン）
- ナ・エリ代理（イ・ジュヒ）
- オ・ヨンナン（リュ・ダヨン）
- キム・スクヒ（キム・スク）
- イ・イルマン＜イ・ボンサムの父＞（キム・ヨンミン）

## スタッフ
- 演出 ハン・ヒ
- 脚本 イ・ソンミ、キム・ギホ
- 企画 キム・サヒョン

## 韓国国外での放送

### 日本
日本では、2006年に日本語吹き替え版がBSフジにて、オリジナル原語版がフジテレビ739にて、それぞれ放送された。